# Hjalmar Mellander
Hjalmar Mellander (Suecia, 14 de diciembre de 1880-3 de octubre de 1919) fue un atleta sueco, especialista en la prueba de pentatlón en la que llegó a ser campeón olímpico en 1906.

## Carrera deportiva
En los JJ. OO. de Atenas 1906 ganó la medalla de oro en la competición de pentatlón, superando al húngaro István Mudin (plata) y a su compatriota el también sueco Eric Lemming (bronce).